# João de Saldanha da Gama
João de Saldanha da Gama (19 de Março de 1674 — Lisboa, 5 de Maio de 1752) foi o 41.º vice-rei da Índia, governador e capitão-general da Ilha da Madeira.

## Biografia
João de Saldanha da Gama nasceu em 19 de Março de 1674, filho do capitão-general de Mazagão, Luís Saldanha da Gama. Começou a sua carreira de militar ainda jovem, com o pai em Mazagão, atingindo o posto de coronel de Infantaria. 
Entre 1725 e 1732, Saldanha da Gama assume o cargo de vice-rei da Índia. À frente das suas tropas, reconquistou Mombaça.
Escreveu algumas obras, das quais se destaca Elogio Funebre do Marquez das Minas, D. António Luiz de Menezes, incluído no tomo VI das Provas da História Genealógica da Casa Real Portugueza.
Casou em Lisboa, na freguesia da Ajuda, em 9 de Dezembro de 1703 com Joana Bernarda de Noronha e Lancastre (nascida em 28 de Dezembro de 1686). 
Tiveram os seguintes filhos:
1. Luís de Saldanha da Gama Melo Torres, 4º conde da Ponte (nascido em 9 de Dezembro de 1704) e casado com Ana Joaquina de Menezes.
2. Mariana Josefa Joaquina de Lancastre  (nascida em 3 de Abril de 1708 e casada com seu primo Martim Correia de Sá, 4º visconde de Asseca.
3. António Francisco de Saldanha da Gama (final de 1708).
4. Madalena de Lancastre (Março de 1709),  freira no Mosteiro da Anunciada.
5. José de Saldanha da Gama (15 de Abril de 1711) casado com Ana Joaquina de Melo e Castro.
6. D. Francisco de Saldanha da Gama (20 de Maio de 1713 - 1 de Novembro de 1776) que foi o terceiro cardeal patriarca de Lisboa: estudara como porcionista do Real Colégio de São Paulo, Coimbra.
7. Manuel de Saldanha da Gama (Setúbal, freguesia de São Lourenço (Vila Nogueira de Azeitão 21 de Fevereiro de 1715 - Lisboa, freguesia de Santos o Velho, 7 de Novembro de 1780 ) casado na Bahia com Joana da Silva Caldeira Pimentel Guedes de Brito (Bahia, circa 1700-1762), filha do mestre de campo Antônio da Silva Pimentel (morto em 1706), e de Isabel Maria Guedes de Brito, senhora de enorme fortuna. Enviuvando, voltou a Lisboa, e na freguesia de Santos o Velho casou em 28 de Abril de 1771 com Francisca Joana Josefa da Câmara (27 de Dezembro de 1740-?) (viúva de Luiz José Correa de Sá, e mãe do 5.° Visconde de Asseca[1])  de quem teria descendência. Foram filhos do casal:
  1. Joana Maria do Resgate de Saldanha da Gama (20 de Fevereiro de 1771) casada com António José de Miranda Henriques, 1º visconde de Sousel;
  2. João de Saldanha da Gama Melo Torres Guedes Brito, 6.º conde da Ponte (4 de Dezembro de 1773 - 24 de maio de 1809) casado com Maria Constança de Saldanha Oliveira e Daun;
  3. António de Saldanha da Gama, conde de Porto Santo.
8. Ana Joaquina de Lancastre (24 de Julho de 1721-?) casou com António José de Melo e Torres, 3º conde da Ponte e depois com José Joaquim de Miranda Henriques.
9. Maria Bárbara Xavier de Lancastre (2 de Fevereiro de 1722-?) casada com José Joaquim de Miranda Henriques.